# Sudoměř (Čejetice)
Sudoměř (katastrální území Sudoměř u Čejetic, železniční zastávka Sudoměř u Písku) je vesnice a část obce Čejetice v okrese Strakonice v Jihočeském kraji. Nachází se deset kilometrů východně od města Strakonice.

## Historie
První písemná zmínka o vesnici pochází z roku 1318.

### Bitva u Sudoměře
Nedaleko Sudoměře, u rybníka Škaredý, se 25. března 1420 odehrála bitva u Sudoměře. Bylo tu vojsko Jana Žižky z Trocnova, které údajně mělo jen 400 mužů a žen proti dvoutisícové křižácké přesile. Královské vojsko pronásledovalo husity, kteří se zastavili na hrázi mezi napuštěným a vypuštěným rybníkem. Královské vojsko se k nim začalo blížit přes vypuštěný rybník, ale protože na sobě vojáci měli těžká brnění a těžké zbraně, začali se bořit do bláta. Pak už stačilo, aby husité, kteří byli lehcí a nepropadali se, dobili vojáky svými zbraněmi. Připomínkou této bitvy je šestnáct metrů vysoký pomník Jana Žižky sestavený z kamenných kvádrů na místě bitvy, který vytvořil Emanuel Kodet za pomoci stavitele Františka Kulíře v roce 1925.

## Obyvatelstvo
| Rok            | 1869 | 1880 | 1890 | 1900 | 1910 | 1921 | 1930 | 1950 | 1961 | 1970 | 1980 | 1991 | 2001 | 2011 | 2021 |
| -------------- | ---- | ---- | ---- | ---- | ---- | ---- | ---- | ---- | ---- | ---- | ---- | ---- | ---- | ---- | ---- |
| Počet obyvatel | 217  | 222  | 211  | 226  | 221  | 208  | 206  | 172  | 148  | 121  | 107  | 85   | 63   | 74   | 94   |
| Počet domů     | 31   | 31   | 35   | 35   | 36   | 38   | 41   | 43   | 39   | 38   | 35   | 39   | 40   | 42   | 43   |

## Obecní správa
Při sčítání lidu v letech 1850–1963 Sudoměř byla samostatnou obcí, se kterým patřila nejprve do okresu Písek, ale od roku 1950 v okrese Strakonice. Od roku 1964 je částí obce Čejetice v okrese Strakonice. V letech 1850–1889 k obci patřila Lhota u Kestřan.

## Pamětihodnosti
Na severozápadním okraji vesnice se v prostoru usedlosti čp. 15 dochovaly pozůstatky sudoměřské tvrze, ze které pochází rod Řepických ze Sudoměře. Na západním okraji vesnice se nacházely památkově chráněné sejpy po rýžování zlata, ale byly zničeny orbou ve druhé polovině dvacátého století. Nedaleko Sudoměře se nachází archeologické naleziště ze střední doby kamenné (10 000 – 4 000 př. n. l.).
Návesní kapli nechal podle pověsti postavit sládek Eisengruber, poté, co se po modlitbách k Panně Mariii Podsrpenské uzdravil ze zranění způsobeného splašenými koňmi. Od roku 2021 se ve vsi konají Slavnosti sládka Řehoře, při nichž se u kaple koná mše.

## Galerie

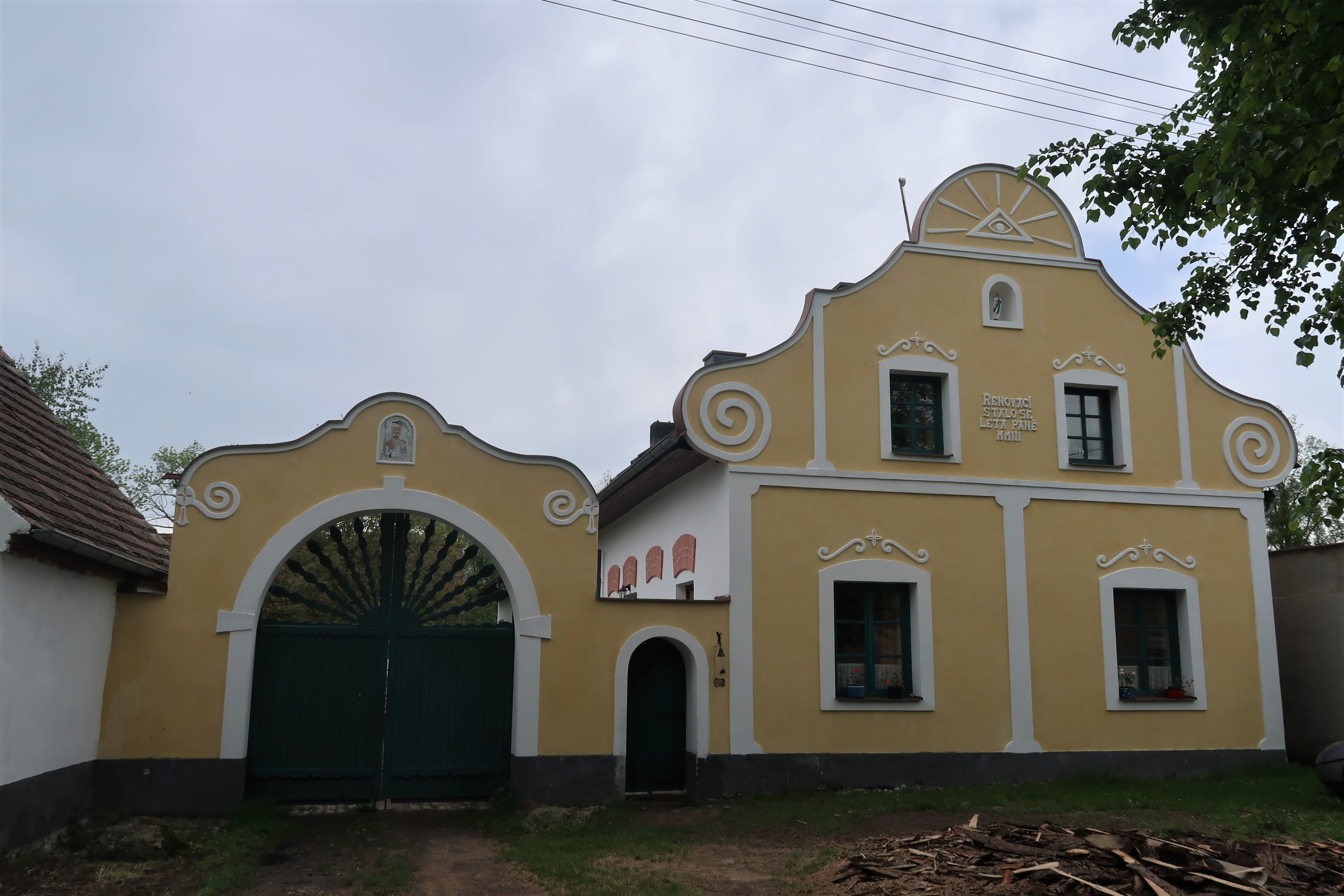
Usedlost č.p. 3 na návsi
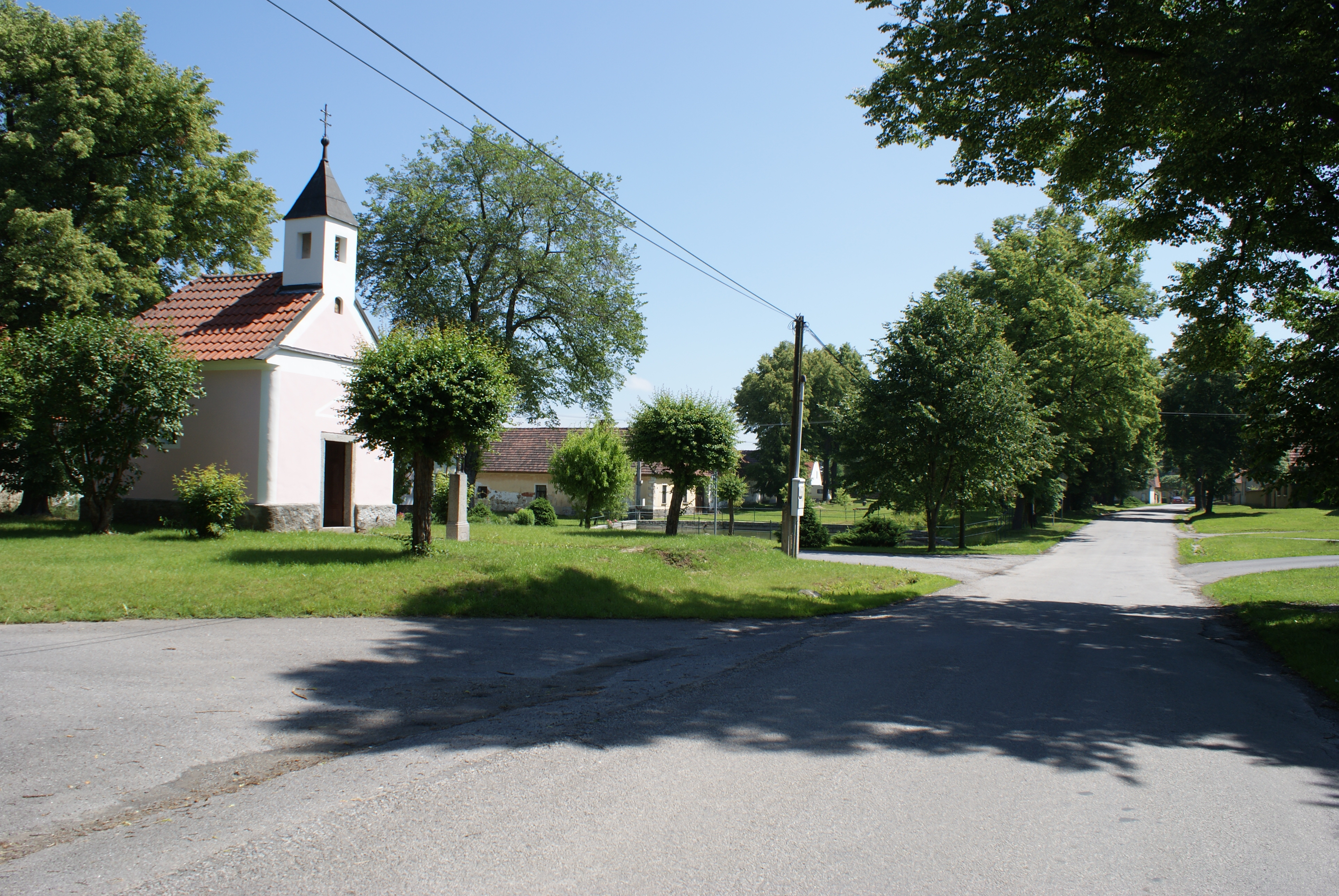
Kaplička
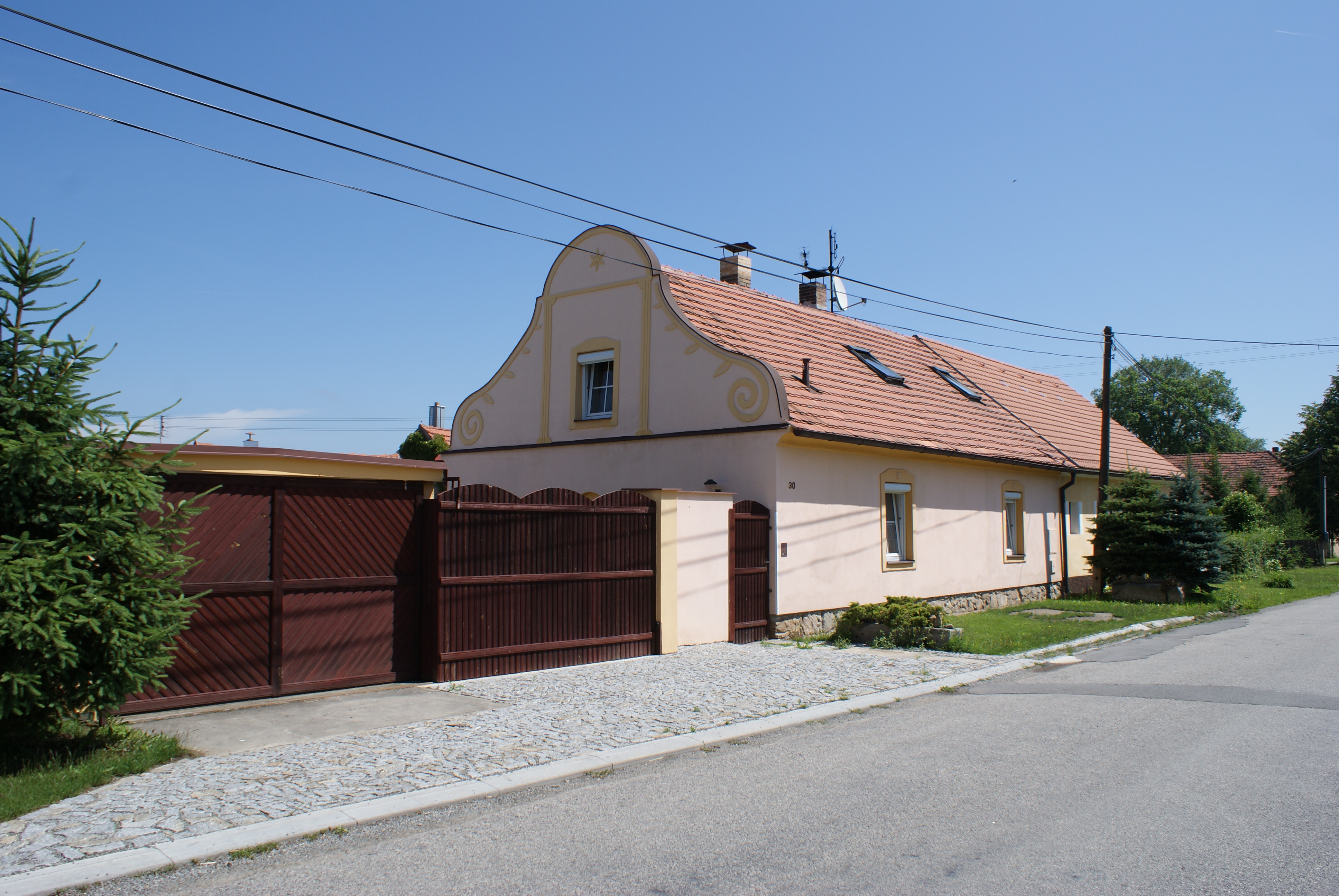
Dům při návsi
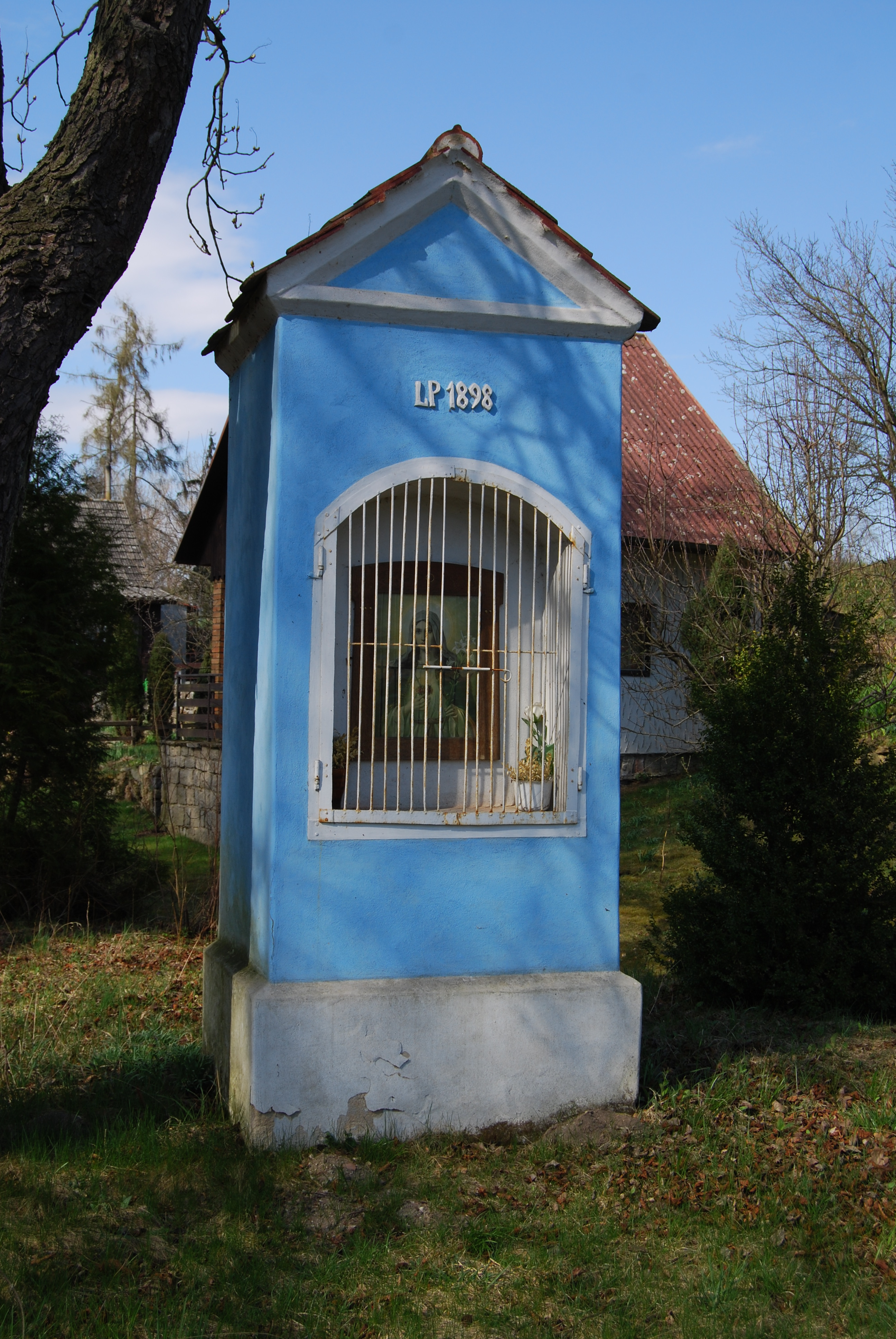
Výklenková kaple za vsí
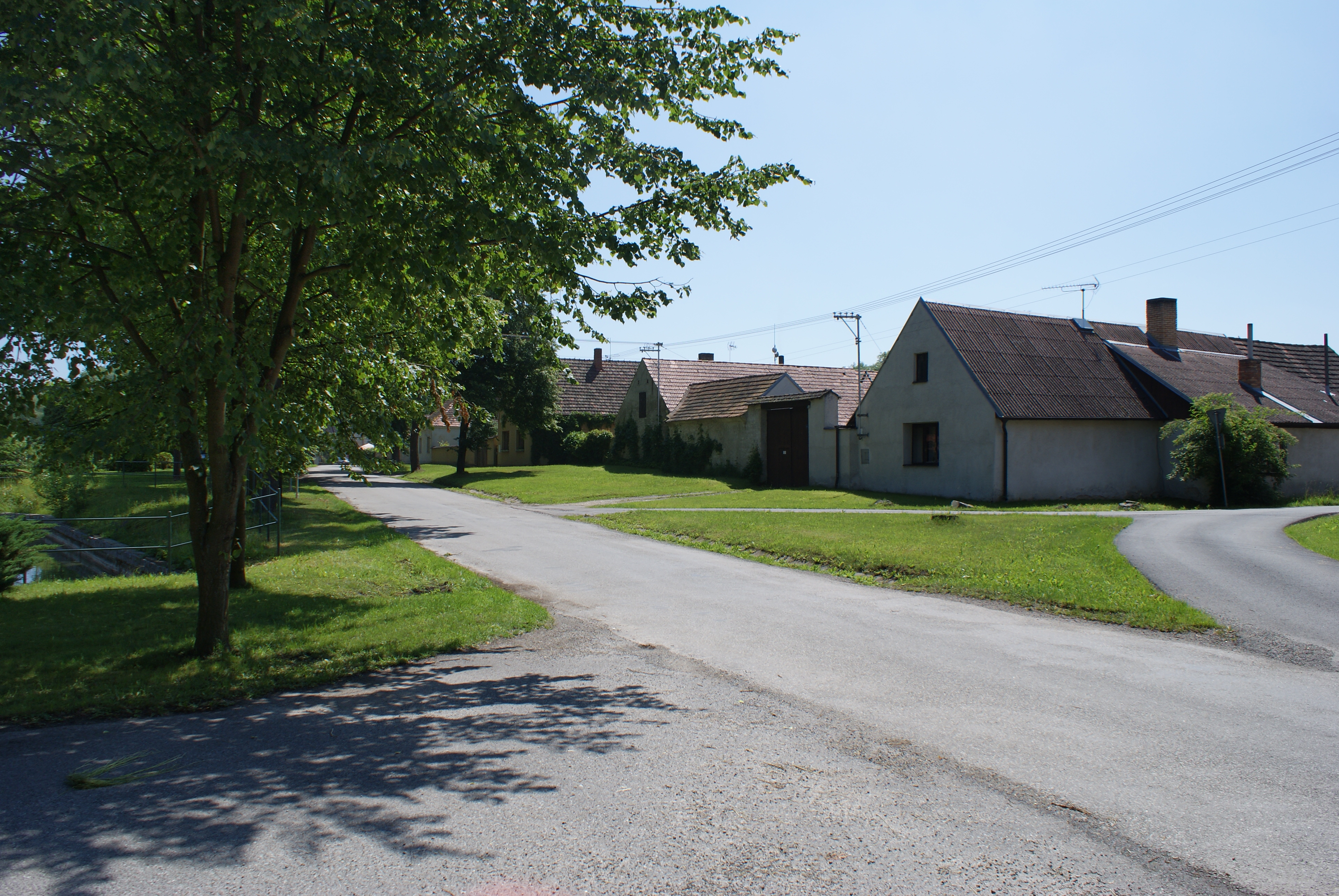
Náves
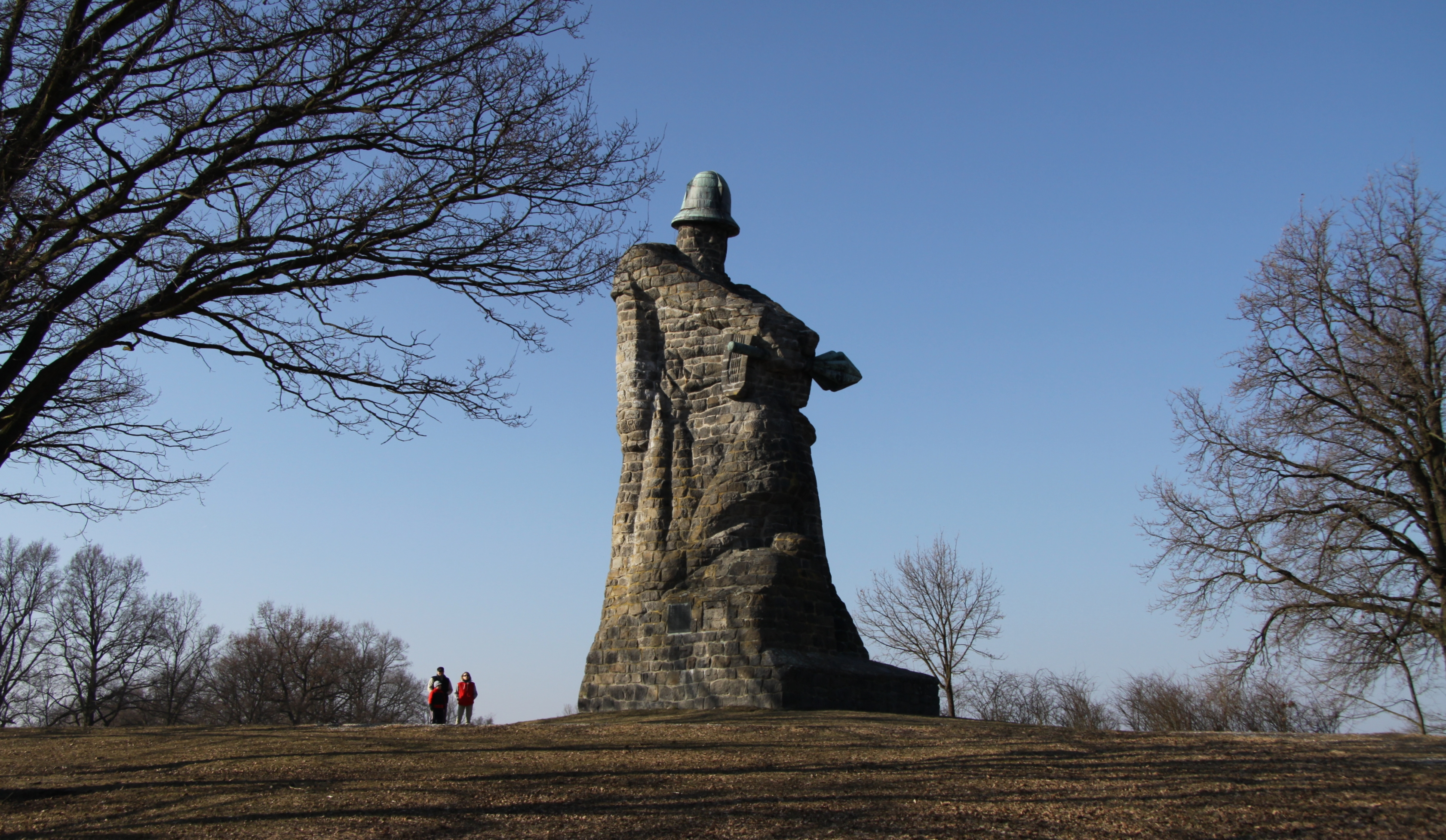
Památník Jana Žižky